# درفک
دُرفَک یا دِروِک نام قله‌ای در رشته‌کوه البرز مرکزی است. این قله در استان گیلان، منطقه عمارلو، بخش خورگام شهرستان رودبار جای گرفته است. بر روی قله کاسه‌ای شکل درفک و در سمت شمال آن دیواره با بیش از ۵۰۰ متر ارتفاع قرار دارد و چند دهنه غار در کاسه قله از دیگر ویژگی‌های منحصر به فرد آن است.

## وجه تسمیه
نام قلهٔ درفک دارای روایت‌های مختلفی است. برخی بر این باورند که دال‌فَک (دٌلفَک) از دال که نام پرنده‌ای است از خانوادهٔ عقاب و فَک که به معنی آشیانه است تشکیل شده است و بنابراین دالی‌فک، به معنای آشیانهٔ عقاب است. اما بر اساس روایت دیگری، نام درفک از قوم دربیک آمده که تیره‌ای از ساکنان حوالی دریای کاسپی بوده‌اند. مردم گیلک بومی منطقه این قله را دِروِک می‌نامند.

## مسیر دسترسی
قلهٔ درفک در ارتفاع ۲۷۳۳ متری البرز غربی در کوه‌های گیلان قرار دارد. از چند مسیر می‌توان به این قله صعود کرد.
مسیر ۱ (جبهه شرقی) - سیاهکل - دیلمان – شاه شهیدان – اربناب - قله درفک
مسیر ۲ (جبهه غربی) - مسیر غربی با توجه به روستای پای صعود به دو مسیر زیر تقسیم می‌شود.
- رستم‌آباد، توتکابن، گلنگش، سیاه دَشتِ بُن، درفک
- رستم‌آباد، توتکابن، راجعون، جیرونی، درفک

## غار درفک
کاسهٔ درفک محل ییلاق دامدارانی است که در تابستان از روستاها و جنگل‌های دم‌کرده به این قلّه کوچ می‌کنند. در کاسهٔ درفک یک غار وجود دارد که ییلاق‌نشینان منطقه در تابستان از یخ‌های آن به عنوان منبع آب استفاده می‌کنند. از نقاط دیدنی این کوه، یخچال درفک (کاسه قله) می‌باشد که در این قسمت دامداران کلبه‌های زیادی ایجاد کرده‌اند و در فصول بهار و تابستان مورد استفاده آن‌ها قرار می‌گیرد و در گوشه‌ای دیگر از کاسه درفک نمادی زیبا و عمیق واقع شده است که به جهت ذخیره شدن برف زمستانی در درون آن (به سبب شکل خاص دهانه) و تبدیل آن‌ها به یخ زیبایی خاص را در غار تشکیل می‌دهد و لازم است ذکر شود که به جهت شیب زیاد غار، پیمایش درون غار مشکل می‌باشد. در ضلع شمالی قله دیواره ۵۰۰ متری آهکی بلندی قرار دارد و از جمله دیدنی‌های آن می‌باشد.